# Sanclerlândia
Sanclerlândia là một đô thị thuộc bang Goiás, Brasil. Đô thị này có diện tích 496,824 km², dân số năm 2007 là 7661 người, mật độ 15,4 người/km².